# دلبران
دلبران (بالفارسية: دلبران) هي مدينة تقع شرق محافظة كردستان في غرب إيران. يقدر عدد سكانها بـ 6,104 نسمة .